# ビャチェスラフ・ザイツェフ
ビャチェスラフ・ザイツェフ（英語: Вячеслав Алексеевич Зайцев, ラテン文字転写: Vyacheslav Alekseyevich Zaytsev, 男性、1952年11月12日 - 2023年6月12日）は、旧ソ連のバレーボール選手。元ソ連代表の正セッターとして、オリンピックに3度の出場経験を持つ。

## 来歴
レニングラード（現サンクトペテルブルク）出身。1976年のモントリオールオリンピックにソ連代表として出場し、銀メダルを獲得した。
4年後の1980年モスクワオリンピックでは、金メダルの栄に浴した。ソ連代表として、世界選手権に4度出場し、うち2回が金メダル。欧州選手権に7度出場し、7度の優勝を誇る。
国内ではザイツェフは、Avtomobilist Leningrad（現Spartak St. Petersburg）でプレーし、CEVカップ優勝2回及びCEVチャレンジカップ優勝2回を遂げている。選手生活の最後は、イタリアでのプレーを選択しアグリジェントやチッタ・ディ・カステッロでプレーしている。
2013年10月、バレーボール殿堂入りの栄に浴した。
2023年6月12日に死去。70歳没。

## 私生活
競泳選手のイリーナ・ポズニャコワと結婚し、一男一女を儲けた。長男はイタリア国籍を取得して、イタリア代表となったイバン・ザイツェフ（ロンドンオリンピック銅メダリスト）である。